# Балет
Бале́т (через фр. ballet и нем. Ballett, от итал. balletto, от ballo — «бал») — вид сценического искусства; спектакль; содержание которого воплощается в музыкально-хореографических образах.
В основе классического балетного спектакля лежит определённый сюжет, драматургический замысел, либретто, в XX веке появился «бессюжетный» балет, драматургия которого основана на развитии, заложенном в музыке. Основными видами танца в балете являются классический танец и характерный танец, к которому, начиная с XIX века, относятся народные и национальные танцы, переработанные для исполнения в балетном спектакле. Немаловажную роль играет пантомима, с помощью которой актёры передают чувства героев, их «разговор» между собой, суть происходящего, а во многих спектаклях — также и гротеск.
В современном балете широко используются другие техники танца (прежде всего современного и джаз-танца), а также элементы гимнастики, акробатики, восточных единоборств и так далее.
Профессиональным праздником артистов балета является «Международный день танца» (англ. International Dance Day), посвящённый всем стилям танцевального искусства, который отмечается 29 апреля. Инициирован в 1982 году Международным советом танца (англ. CID, International Dance Council) ЮНЕСКО.

## История балета

### Зарождение балета

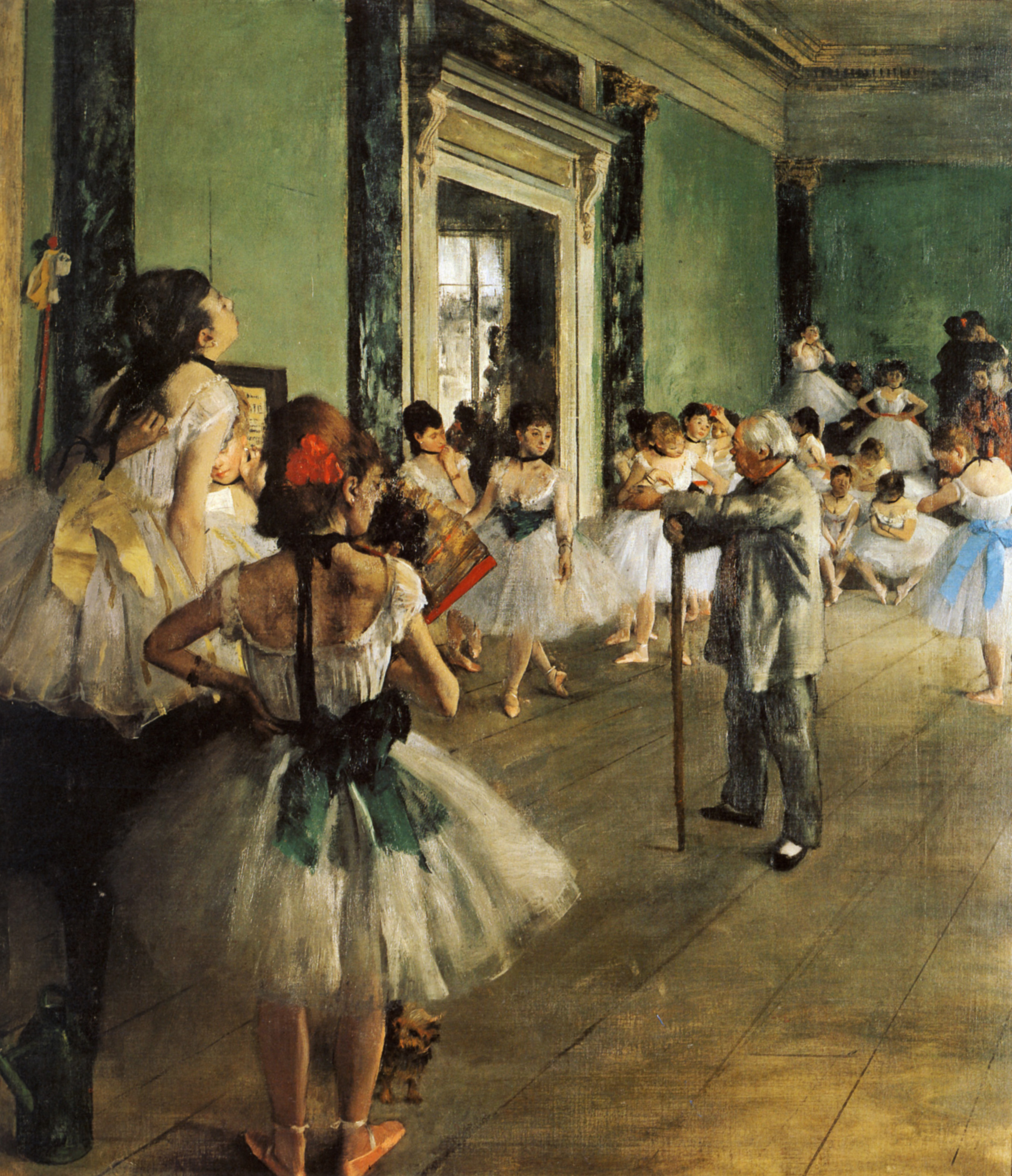
«Урок танцев» Эдгара Дега, 1874 год

В начале — как объединённая единым действием или настроением танцевальная сценка, эпизод в музыкальном представлении, опере. Заимствованный из Италии, во Франции танец расцветает как пышное торжественное зрелище — придворный балет. Началом балетной эпохи во всём мире следует считать 15 октября 1581 года, когда при французском дворе состоялось представление зрелища, которое принято считать первым балетом — «Комедийный балет королевы» (или «Цирцея»), поставленное итальянским скрипачом, «главным интендантом музыки» Бальтазари де Божуайё (фр. Balthasar de Beaujoyeulx; при рождении Бальдассаре да Бельджойозо, итал. Baldassare da Belgiojoso). Музыкальную основу первых балетов составляли придворные танцы, входившие в старинную сюиту. Во второй половине XVII века появляются новые театральные жанры, такие как комедия-балет, опера-балет, в которых значительное место отводится балетной музыке, и делаются попытки её драматизировать. Но самостоятельным видом сценического искусства балет становится только во второй половине XVIII века благодаря реформам, осуществлённым французским балетмейстером Жан-Жоржем Новерром (1727—1810). Основываясь на эстетике французских просветителей, он создал спектакли, в которых содержание раскрывается в драматически выразительных образах.

### Русский балет

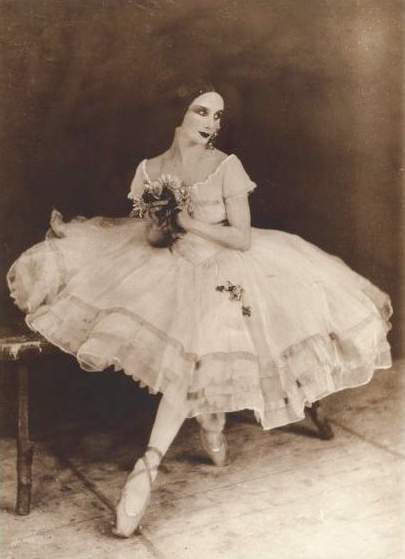
Анна Павлова в партии Жизели в одноимённом балете Адана

В России первый балетный спектакль состоялся 8 февраля 1673 года при дворе царя Алексея Михайловича в подмосковном селе Преображенское. Национальное своеобразие русского балета начало формироваться в начале XIX века благодаря деятельности французского балетмейстера Шарля-Луи Дидло. Дидло усиливает роль Кордебалета, связь танца и пантомимы, утверждает приоритет женского танца. Настоящий переворот в балетной музыке произвёл Пётр Ильич Чайковский, который внёс в неё непрерывное симфоническое развитие, глубокое образное содержание, драматическую выразительность. Музыка его балетов «Лебединое озеро», «Спящая красавица», «Щелкунчик» обрела наряду с симфонической возможностью раскрывать внутреннее течение действия, возможность воплощать характеры героев в их взаимодействии, развитии, борьбе. Начало XX века ознаменовалось новаторскими поисками, стремлением преодолеть стереотипы, условности академического балета XIX века.

### Танец модерн
Танец модерн — направление в танцевальном искусстве, появившееся в начале XX века как результат ухода от строгих норм балета, в пользу творческой свободы исполнителей и хореографов. Его предвестником был свободный танец, который отрицал балетную технику, отрепетированное до механизма движение и саму эстетику искусственной «балетной красоты». Его адептов интересовал танец как особая философия, способная изменить жизнь, как возвращение человека к естественному движению, к самому себе. Родоначальницей свободного танца, послужившего истоком различных направлений современного танца и пластики, и давшего импульс реформе самого классического танца, считается танцовщица Лои Фуллер, в труппе которой начинала свое восхождение и другая, ставшая впоследствии более известной танцовщицей свободного танца Айседора Дункан.

## Терминология
Основная статья: Терминология в балете, см. также: Балетные термины
Изначально балетные термины были заимствованы из Италии, но уже в XVIII веке балетная лексика и названия танцевальных движений эль примо (различных pas, temps, sissonne, entrechat и т. д.) основывались на грамматике французского языка. Большинство терминов прямо обозначает конкретное действие, производимое при выполнении движения (вытягивать, сгибать, открывать, закрывать, скользить и т. п.), некоторые указывают на характер выполняемого движения (fondu — тающий, gargouillade — журчащий, gala — торжественный), другие — на танец, благодаря которому они возникли (pas бурре, pas вальса, pas польки). Существуют также термины, в название которых заложен некий визуальный образ (например, кошки — pas de chat, рыбки — pas de poisson, ножниц — pas de ciseaux). Особняком стоят такие термины, как entrechat royale (по легенде, авторство этого прыжка принадлежало Людовику XIV, в честь которого он и был назван «королевским») и sissonne, изобретение которого приписывается Франсуа де Руасси, графу Сиссонскому, жившему в XVII веке.

## Балет как искусство

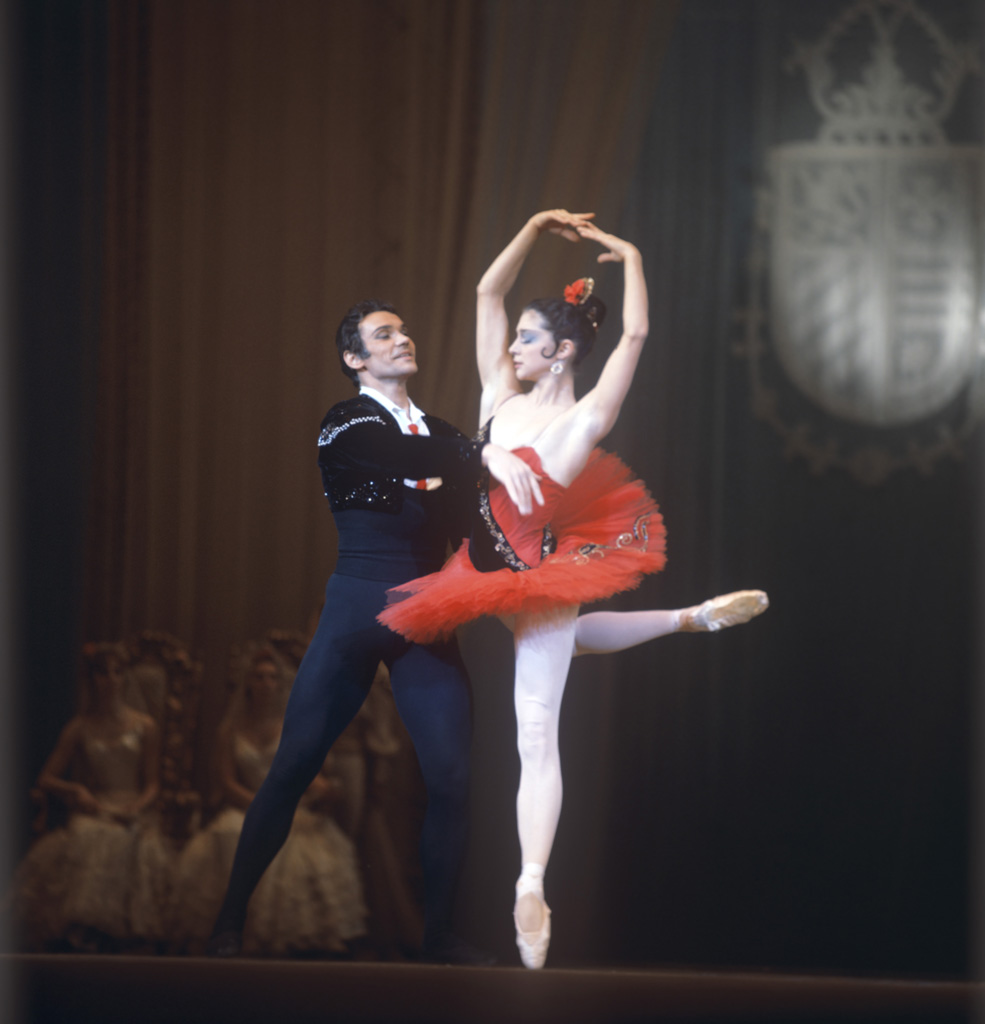
Екатерина Максимова (Китри) и Владимир Васильев (Базиль) в балете «Дон Кихот» (Большой театр)

В своей эволюции балет всё больше приближается к спорту, теряя по дороге драматургическое значение роли, порой опережает в технике, но отстаёт в содержании.
В комплексном обучении профессионала — артисту необходимо знание музыкальной культуры, истории, литературы и сценарной драматургии. В то же время с семи лет дети проходят гимнастическую подготовку, потому как балеты прошлого, сохранившиеся до наших дней, технически усовершенствовались, а балет модерн на классической основе, например балет Форсайта, требует серьёзной физической подготовки, так балерина Сильви Гийем начинала свой творческий путь именно с гимнастики.
Старинные балеты имели возвышенную эстетику, иногда ставились на античные сюжеты, например постановка Шарля Дидло «Зефир и Флора».
Новая волна романтизма появилась в балете в начале XX века, её провозвестником стал балетмейстер Михаил Фокин.
В России вплоть до XX века обучение хореографии, музыке, драматическому мастерству и различным прикладным театральным профессиям велось в одном учебном заведении — Императорском театральном училище. Смотря по успехам детей их определяли или переводили на соответствующее отделение. После революции 1917 года школы разделились и балетное образование начало существовать автономно. В то же время во многих театрах сохранялся смешанный репертуар: драматические представления чередовались с опереттой и балетными дивертисментами. Так, например, кроме постановок в Большом, Касьян Голейзовский ставил балетные спектакли в «Летучей мыши» и в «Мамонтовском театре миниатюр», среди которых была постановка «Les Tableaux vivants», означающая «ожившую картинку», так как Голейзовский, в первую очередь, был художником. Это явление развивается в современном балете, как «ожившая картина», «ожившая фотография» и «ожившая скульптура».
В 2001 году Сапармурат Туркменбаши упразднил в Туркменистане балет, а также оперу. «Я не понимаю балет, — заметил он. — Зачем он мне? …Нельзя привить туркменам любовь к балету, если у них в крови его нет». Вместо Туркменского театра оперы и балета был создан Национальный музыкально-драматический театр имени Махтумкули.

## Балет в мультипликации
- Балетмейстер Мариинского театра, русский мультипликатор Александр Ширяев с 1906 по 1909 год создал первые в мире чёрно-белые немые кукольные мультфильмы, в которых с точностью воспроизвёл балетные партии.
- Российский режиссёр Борис Степанцев на основе собственного сценария в 1973 году снял цветной рисованный мультфильм «Щелкунчик» по мотивам одноименного балета П. И. Чайковского.